# Addio fratello crudele
Addio fratello crudele è un film del 1971 diretto da Giuseppe Patroni Griffi, liberamente tratto dalla tragedia di John Ford Peccato che sia una sgualdrina.

## Trama

Charlotte Rampling (Annabella)

Nella Mantova rinascimentale, i fratelli Annabella e Giovanni coltivano segretamente un amore incestuoso.
Quando Annabella resta incinta del fratello decide di sposare il meno sgradito fra i suoi molti pretendenti, il nobile Soranzo. Quando questi scopre però che la sua sposa, che tanto a lungo gli si era negata, non solo non è vergine, ma addirittura incinta, invita la famiglia della sposa ad un banchetto per vendicarsi dell'onta subita e compiere un eccidio.
Sarà però lo stesso Giovanni a spargere per primo il sangue, uccidendo l'amata sorella ed offrendone il cuore al rivale.
Esistono diverse differenze fra il testo teatrale e questa versione filmata. Nel film Giovanni viene ucciso da Soranzo (che è l'opposto di quanto accade nella versione teatrale). Inoltre, Annabella non viene bruciata sul rogo.

## Critica
Il film, che all'epoca fece scandalo, fu recensito anche da Alberto Moravia, che sottolineò come, nella storia incestuosa, "l'anormalità possa essere mostrata non già come un limite, ma come un allargamento dei poteri umani".
Il Morandini lo definisce una trasposizione anemica del dramma elisabettiano d'origine, visivamente raffinato ma dagli interpreti inadeguati.
Per il Dizionario Mereghetti è un film «discretamente kitsch», caratterizzato da un '«estetismo alla Zeffirelli» e da un «insolito grand guignol».

## Colonna sonora
La musica della colonna sonora è stata composta da Ennio Morricone e prodotta in CD dall'etichetta DigitSoundtrack nel 2006. La colonna sonora è organizzata in 16 tracce della durata complessiva di 67:06.
| 1.  | Giovanni E Annabella                       |  | 2:25 |
| 2.  | Frate Bonaventura                          |  | 9:25 |
| 3.  | Il Mio Mondo Con Lei Era Perfetto          |  | 3:26 |
| 4.  | Le Prime Ombre                             |  | 1:42 |
| 5.  | In Fondo Al Pozzo                          |  | 2:36 |
| 6.  | Amami O Uccidimi                           |  | 4:58 |
| 7.  | Sospensione Prima                          |  | 7:45 |
| 8.  | Soranzo                                    |  | 3:50 |
| 9.  | La Gioia                                   |  | 2:35 |
| 10. | Sveglia Nel Castello                       |  | 4:11 |
| 11. | Frate Bonaventura                          |  | 6:45 |
| 12. | Non Chiamarmi Piu Fratello, Chiamami Amore |  | 3:59 |
| 13. | Sospensione Seconda                        |  | 9:09 |
| 14. | Rivedendola                                |  | 0:56 |
| 15. | La Morte Di Annabella                      |  | 1:10 |
| 16. | Inter Mortuous Liber (Dies Irae)           |  | 2:14 |